# Норвуд (Пенсилванија)
Норвуд (енгл. Norwood) град је у америчкој савезној држави Пенсилванија.

## Демографија
По попису из 2010. године број становника је 5.890, што је 95 (-1,6%) становника мање него 2000. године.
| Група             | 2000.         | 2010.         |
| Белци             | 5.808 (97,0%) | 5.551 (94,2%) |
| Афроамериканци    | 66 (1,1%)     | 89 (1,5%)     |
| Азијати           | 42 (0,7%)     | 117 (2,0%)    |
| Хиспаноамериканци | 44 (0,7%)     | 81 (1,4%)     |
| Укупно            | 5.985         | 5.890         |